# Uromyrtus billardierei
Uromyrtus billardierei är en myrtenväxtart som först beskrevs av Berthold Carl Seemann, och fick sitt nu gällande namn av Andrew John Scott. Uromyrtus billardierei ingår i släktet Uromyrtus och familjen myrtenväxter.
Artens utbredningsområde är Nya Kaledonien. Inga underarter finns listade i Catalogue of Life.